# Gorgan
Gorgan uttal (fil) (persiska: گرگان) är en stad i norra Iran. Den är administrativ huvudort för provinsen Golestan och för delprovinsen Gorgan. Staden har cirka 350 000 invånare. Gorgan betyder vargarnas land på modern persiska. Staden har under 1900-talet även hetat Astarabad.
Gorgan ligger nära Kaspiska havet, ungefär 400 km från Teheran. Dess klimat är varierande. Agha Mohammad Khan, grundaren till Qajardynastin, föddes här. Under antiken var regionen en del av Hyrkanien.